# Església de Sant Andreu del Terri
L'església de Sant Andreu del Terri és situada prop de la vora dreta del riu Terri, dins el nucli urbà del poble.

## Història
L'església de Sant Andreu fou aixecada pels monjos del Santa Maria d'Amer, monestir benedictí fundat al lloc de Sant Medir (Gironès) cap al 820 i traslladat posteriorment a Amer. Així consta en els documents de confirmació de béns atorgats per Carles II el Calb el 840 i el 860, on apareix l'expressió «Cella Sancti Andree super fluvium Sterria», i per Carles el Simple en un precepte l'any 922, com també en la butlla atorgada al mateix monestir pel papa Climent III, el 1187, confirmant els béns d'Amer. Dependent en principi del terme parroquial de Sant Cugat de Ravós, constava ja com a parròquia a partir de l'any 1372, i esdevingué seu de la Confraria de Sant Andreu. Efectivament, «Sancti Andree de Sterria» figura com a església parroquial en els nomenclàtors del bisbat de Girona del segle xiv. Segons consta en un pergamí que es conserva íntegre al Museu Diocesà de Girona el 1407 fou consagrat novament aquest temple després de la construcció del nou campanar.

## Arquitectura
Edifici d'una sola nau coberta amb volta de canó i capçada a llevant per un absis semicircular. A l'angle sud-oest s'afegí una torre campanar, segurament a principi del segle xv, al qual s'hi accedeix per una escala lateral exterior a manera de contrafort lateral de la façana si bé aquesta és d'època posterior.

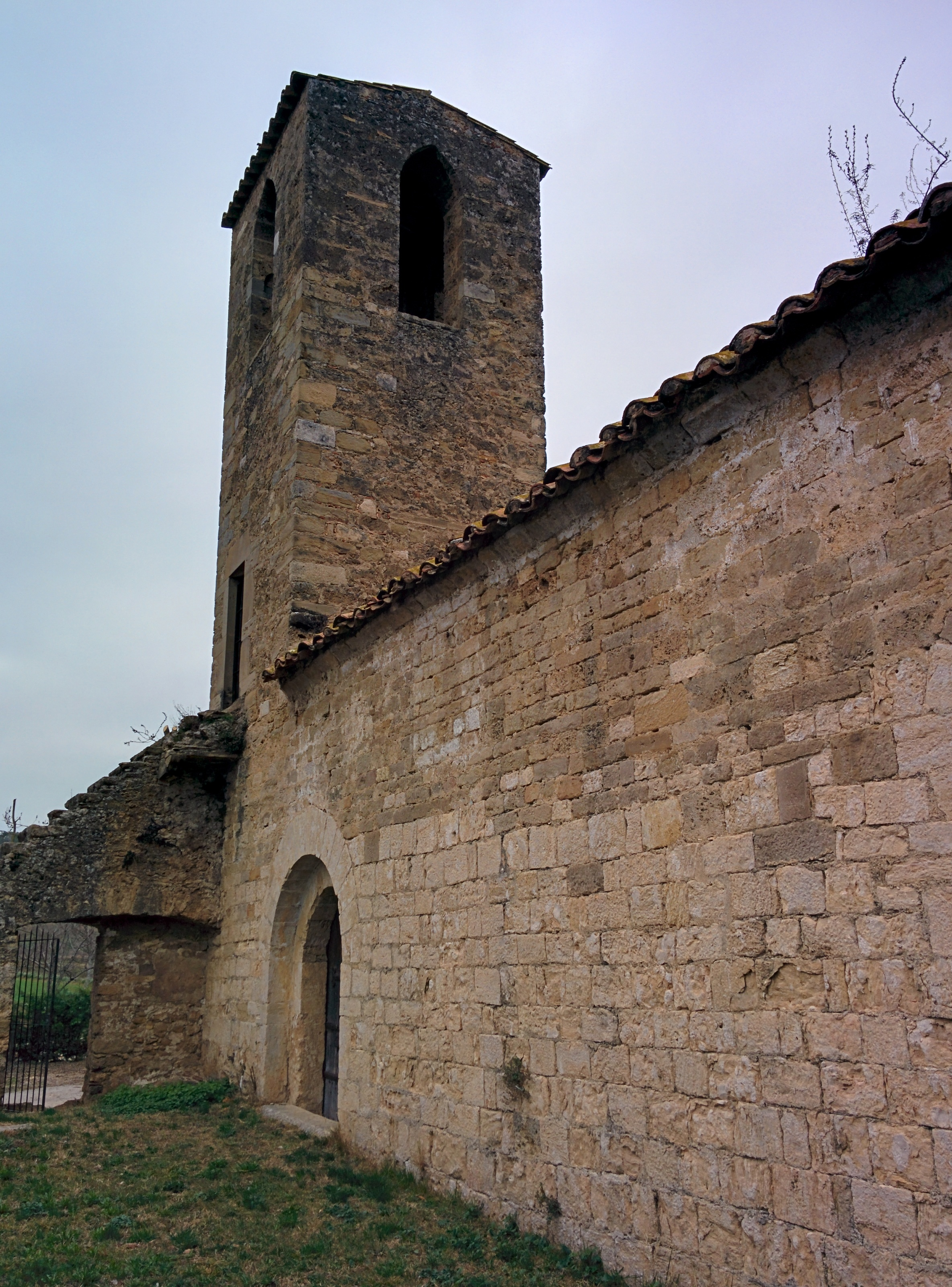
La porta d'accés (mur sud) és formada per dos arcs adovellats de mig punt i en gradació

La porta lateral és situada a migdia i formada per dos arcs de mig punt en degradació sense cap altra ornamentació. Al fons de l'absis s'obre una finestra de doble esqueixada amb arquet monolític com a llinda, de característiques similars a la que hi ha al mur de ponent i al de migdia i molt propera a l'absis. També al centre de l'absis és visible un baix relleu amb dues figures, una representa un àngel i l'altre podria ser sant Andreu. L'aparell, de carreus de pedra sorrenca ben tallada d'uns 25 X 35 cm és disposat en filades regulars. Als murs laterals i a partir d'una certra alçada s'observa un aparell més petit i no tan ben tallat, d'època anterior que pot procedir de materials aprofitats d'una església anterior, almenys del segle xi. Per les característiques arquitectòniques el conjunt de l'edifici s'ha de situar a principi del segle xii o a la darreria del segle anterior. Les restes de ferrament de la porta semblen d'obra tardana, del començament del segle xv. A la base de l'angle sud-oest, el parament, format per carreus grans de pedra sorrenca, d'aspecte molt antic, és característic de la construcció anterior al segle xi. Pot ésser un fragment de l'església preromànica esmentada en la documentació.